# Extraction par injection de gaz
L'extraction par injection de gaz est une technique d'extraction utilisant des bulles d'air comprimé, de vapeur d'eau ou tout autre bulle de gaz pour faire remonter un liquide (comme de l'eau ou de l'huile) à travers un tube. Ceci a pour effet de réduire la pression hydrostatique à la sortie du tube et de l'augmenter à l'entrée.
Elle est utilisée dans différents dispositifs :
- percolateur (utilise la vapeur d'eau pour faire monter l'eau chaude) ;
- airlift (utilise l'air comprimé pour faire monter l'eau).

## Utilisation par l'industrie pétrolière
L'extraction par injection de gaz est utilisée lorsque la pression à l'intérieur du réservoir est insuffisante pour faire remonter le pétrole. Du gaz est donc injecté, forçant le pétrole à remonter dans le puits. Il peut être injecté continuellement ou par intermittence, en fonction des caractéristiques techniques du puits et de l'agencement de l'équipement. La technique permet aussi d'augmenter la quantité de pétrole extraite d'un gisement (récupération secondaire).
La quantité optimale de gaz à injecter dépend des conditions du puits, trop ou pas assez de gaz injecté réduira le taux de production. La quantité optimale est généralement testée par des essais sur le puits.